# ケルキュオーン

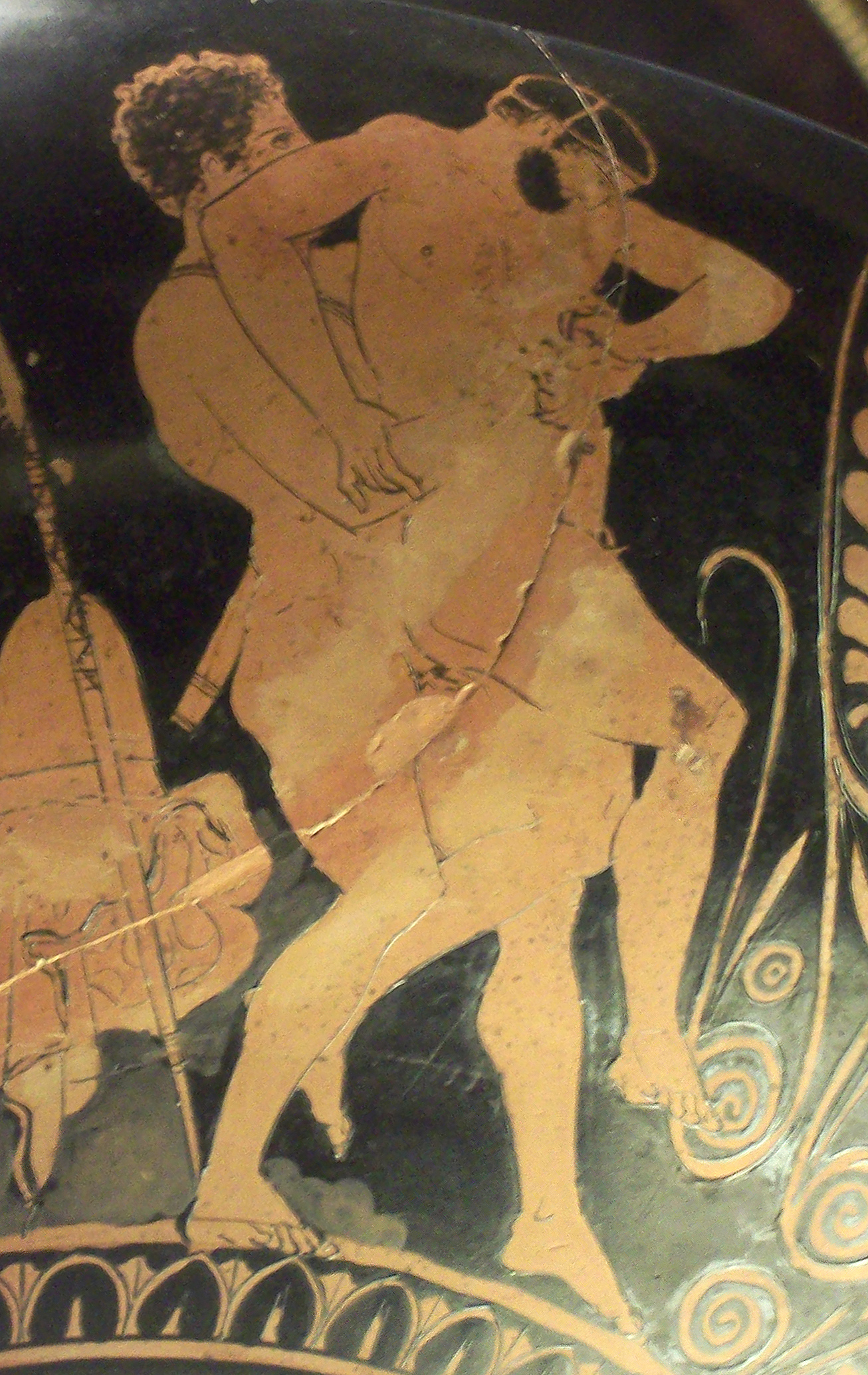
テーセウスとレスリングで戦うケルキュオーン。画家アイソーン（en）によるアッティカ赤絵式のキュリクス（一部）。スペイン、国立考古学博物館所蔵。

ケルキュオーン（古希: Κερκυών, Kerkyōn）は、ギリシア神話の人物である。長母音を省略してケルキュオンとも表記される。主に、
- ブランコスの子
- アガメーデースの子

が知られている。以下に説明する。

## ブランコスの子
このケルキュオーンは、ブランコスとニュンペーのアルギオペーの子。あるいはヘーパイストスの子。あるいはアムピクテュオーンの娘とポセイドーンの子で、トリプトレモスと異父兄弟、娘アロペーの父。
ケルキュオーンはエレウシースで旅人にレスリングの試合を強い、負けた者を殺していた。しかしテーセウスはアテーナイに向かう途中にケルキュオーンを殺した。テーセウスはレスリングの技で殺したとも、武器で殺したともいわれる。
またケルキュオーンは娘アロペーが密かにポセイドーンの子ヒッポトオーンを生んだので、怒ってアロペーを殺した。エレウシースにはケルキュオーンの娘アロペーの墓と、ケルキュオーンがレスリングに使った競技場が残っていたという。

## アガメーデースの子
このケルキュオーンは、アルカディアー地方の王ステュムパーロスの子アガメーデースの子で、ヒッポトオスの父である。アルカディアー地方の王権はトロイア戦争に参加したアガペーノールの手に渡ったため、ケルキュオーンは権力を持つことはなかったが、アガペーノールが帰国しなかったとき息子のヒッポトオスが王となった。